# Zbąszynek
Zbąszynek (in tedesco Neu Bentschen) è un comune urbano-rurale polacco del distretto di Świebodzin, nel voivodato di Lubusz.
Ricopre una superficie di 94,42 km² e nel 2004 contava 8 539 abitanti.